# Clubiona nilgherina
Clubiona nilgherina là một loài nhện trong họ Clubionidae.
Loài này thuộc chi Clubiona. Clubiona nilgherina được Eugène Simon miêu tả năm 1906.